# Asamblea Parlamentaria de las Naciones Unidas

Emblema de la propuesta Asamblea Parlamentaria de las Naciones Unidas. Consiste en un fondo azul claro con el emblema en blanco, que son los colores oficiales de las Naciones Unidas. Este está formado por dos ramas de olivo representando la paz, como en el emblema original de la ONU, solo que en el emblema de la APNU las ramas rodean el hemiciclo o graderías de una sala de sesiones parlamentaria.

La Asamblea Parlamentaria de las Naciones Unidas o Asamblea Popular de las Naciones Unidas (APNU) es una institución propuesta para el Sistema de las Naciones Unidas, la cual permitiría la participación de parlamentarios de los países miembros y, en último término, la elección directa de un Parlamento de las Naciones Unidas.
La idea surgió a partir de la fundación de la Sociedad de Naciones en la década de 1920, y tras diversos altibajos en su popularidad durante la Segunda Guerra Mundial y la Guerra Fría, resurgió en la década de 1990 y en la de 2000 debido al desarrollo del comercio global y al poder de las organizaciones internacionales que gobiernan a éste, que exigieron una asamblea parlamentaria para controlar su actividad. La Campaña Internacional para el Establecimiento de una Asamblea Parlamentaria de las Naciones Unidas se formó en 2007 para coordinar los esfuerzos a favor de la APNU.
Los partidarios han llegado a proponer maneras de poner en práctica dicha asamblea, incluyendo la promulgación de un nuevo tratado, la creación de la APNU como cuerpo secundario de la Asamblea General de las Naciones Unidas y el desarrollo de la APNU a partir de la Unión Interparlamentaria u otra organización no gubernamental. Se han propuesto también varios procedimientos para repartir los votos para hacer frente a las diferencias de población y poder económico entre los miembros de las Naciones Unidas. La Campaña para la Creación de la APNU aboga por dotar a la Asamblea Parlamentaria de un papel inicial de institución consultora, para después aumentar progresivamente su autoridad sobre el Sistema de las Naciones Unidas. Los detractores de esta idea se basan en factores como la financiación, participación de los votantes, y la existencia de países no democráticos en el seno de las Naciones Unidas para abandonar el proyecto.

## Historia
Las propuestas de creación de una Asamblea Parlamentaria en la Organización de las Naciones Unidas se remontan a la década de 1920, cuando los fundadores de la Sociedad de Naciones consideraron planes para incluir una Asamblea Popular en la estructura del organismo internacional. Sin embargo rechazaron esta idea. Las bases de la Sociedad de Naciones y la Organización de las Naciones Unidas incluyen pocos mecanismos por los cuales los ciudadanos o legisladores pueden participar directamente, a excepción del artículo 71 de la Carta de las Naciones Unidas que permite al Consejo Económico y Social de las Naciones Unidas celebrar consultas con organizaciones no gubernamentales que se ocupen de asuntos de la competencia del mismo, y los capítulos XVIII y XIX que explicitan que la ratificación y reformas deben ser aprobadas por los Estados miembros «de acuerdo con sus respectivos procesos constitucionales», lo que suele suponer la participación de cuerpos legislativos y/o públicos.
En 1945, el político británico Ernest Bevin propuso en la Cámara de los Comunes del Reino Unido la creación de una asamblea mundial popular. Según sus palabras:

«Se debería realizar un estudio sobre una Cámara elegida directamente por la población mundial ante la cual las Naciones debieran asumir responsabilidades».
Ernest Bevin

El 16 de octubre de 1945, antes de que la Carta de las Naciones Unidas entrara en vigor, el juez retirado de la Corte Suprema de los Estados Unidos de América Owen J. Roberts, y el exgobernador de Nuevo Hampshire Robert P. Bass, convocaron una conferencia en la que se aprobó la Declaración de Dublín, la cual manifestaba que la Carta de la ONU era inadecuada para preservar la paz y exigía un Gobierno Mundial, declarando lo siguiente:

«Semejante Gobierno debería estar basado en una constitución bajo la cual todos los ciudadanos y todas las naciones participaran sobre la base de una representación equilibrada, la cual tendría en cuenta los recursos naturales e industriales, así como otros factores como la población. No puede estar basado en tratados [...] en los cuales los Estados [...] actúan y votan en tanto que Estados».
Fragmento de la Declaración de Dublín

Grenville Clark y otros participantes de la Conferencia de Dublín continuaron formando la Unión Mundial de Federalistas, en inglés United World Federalists (UWF) y el Movimiento Federalista Mundial. La Unión Mundial de Federalistas tuvo cierto éxito en el período de posguerra, ya que 23 asambleas legislativas de los Estados Unidos adoptaron resoluciones en las que apoyaban los objetivos de la organización, sin embargo, el macarthismo llevó a miembros muy importantes a rechazar la idea por miedo a que el senador Joseph McCarthy arruinara sus carreras. En los Estados Unidos de América, el internacionalismo fue asociado al comunismo.
Tras el fin de la Guerra Fría, varios factores contribuyeron a la aparición de un ambiente más favorable para la propuesta de una Asamblea Parlamentaria de las Naciones Unidas. Un informe de la Comisión Trilateral apunta que el fin de un mundo dirigido por dos bloques rivales, uno prosoviético y otro proestadounidense, significaría una dispersión general del poder. El crecimiento de la interdependencia económica, la proliferación de actores transnacionales, el nacionalismo en Estados débiles, la difusión de la tecnología y un creciente número de asuntos como los problemas medioambientales a escala mundial y la proliferación de armas de destrucción masiva son, en una dimensión tanto nacional como internacional, fuertes motivos para el mayor desarrollo de la cooperación internacional. Los datos aportados por la fundación Freedom House indican un aumento considerable del número de Estados democráticos a nivel mundial: en 2003 fueron contabilizadas 121 democracias electorales, en comparación con las 66 contabilizadas en 1987 y las 30 de 1975 —a pesar de que a mediados de la década de 2000 esta tendencia pareciera haberse estancado—. La rápida integración de la Unión Europea, una única organización supranacional cuyo Parlamento ha ido adquiriendo progresivamente poder, supone un ejemplo para el mundo de cómo un parlamento multinacional puede adquirir competencias. La Organización Mundial del Comercio y de organizaciones similares suscitaron grandes preocupaciones, ya que parecían ganar una creciente influencia y control sobre los conflictos comerciales, aunque no fueran controladas por los ciudadanos. El ex presidente de los Estados Unidos Bill Clinton declaró:

«Debemos insistir para que las organizaciones comerciales internacionales estén abiertas a un examen público detallado, en lugar de mantener un misterio y secretismo que suscita numerosas críticas».
William Clinton

Una «nueva diplomacia» parecía estar tomando un papel en el que las organizaciones no gubernamentales y los gobiernos cooperan para crear nuevas instituciones mundiales como es la Corte Penal Internacional. El presidente de la Comisión Consultiva sobre Diplomacia Pública de los Estados Unidos de América, Pachios Harold C., dijo:

«Desde el momento en el que los gobiernos fueron organizados hasta hace poco, la diplomacia consiste en transmitir un mensaje a otro gobierno, en general a través de un funcionario del gobierno, un embajador, en representación de un gobierno extranjero, y en la respuesta de los gobiernos extranjeros.  Las relaciones internacionales estaba regida por estos mensajes entre gobiernos y estos mensajes eran tradicionalmente secretos. La revolución de la información que tuvo lugar en la segunda mitad del siglo XX, particularmente en su última década, a cambiado significativamente todo esto. Ahora son los ciudadanos corrientes de los países quienes normalmente rigen las relaciones entre naciones».
Pachios Harold, La Nueva Dimplomacia

A principios de 1993, el Comité Permanente de Asuntos Externos y Comercio Internacional de la Cámara de los Comunes de Canadá presentó un informe según el cual:

«Con el propósito de constituir un distrito electoral público y político para las Naciones Unidas, el Comité recomienda que Canadá apoye el desarrollo de una Asamblea Parlamentaria de las Naciones Unidas».
Fragmento del VIII Informe del Comité Permanente de Asuntos Externos y Comercio Internacional

La Campaña para unas Naciones Unidas Democráticas (CAMNUD) (en inglés, Campaign for a Democratic United Nations, CAMDUN), la Red Internacional por una Segunda Asamblea de las Naciones Unidas (RISANU), (en inglés, International Network for a United Nations Second Assembly, INFUSA), y el Movimiento Mundial por una Asamblea Popular, (MMAP), (en inglés, Global People's Assembly Movement, GPAM), comenzaron haciendo circular alrededor de 1995 propuestas de la APNU; y otras organizaciones, como One World Trust, comenzaron publicando análisis sobre cómo proceder en la situación política actual. El 8 de febrero de 2005, en la iniciativa del Comité por unas Naciones Unidas Democráticas, 108 diputados suizos firmaron una carta abierta al Secretario General, exigiendo el establecimiento de dicha institución. El 14 de mayo de 2005, el Congreso de la Internacional Liberal hizo la siguiente declaración:

«La Internacional Liberal pide a los Estados miembros de las Naciones Unidas que discutan el establecimiento de una Asamblea Parlamentaria en las Naciones Unidas».

El 9 de junio de 2005, el Parlamento Europeo declaró en un artículo de la resolución para la reforma de la ONU lo siguiente:

«[El Parlamento Europeo] exige el establecimiento de una Asamblea Parlamentaria de las Naciones Unidas dentro del Sistema de las Naciones Unidas. Ésta incrementaría el perfil democrático y los procesos democráticos internos de la organización y permitiría a la sociedad civil mundial tomar parte directa en el proceso de toma de decisiones; declara que a la Asamblea Parlamentaria se le deberían conceder derechos genuinos de información, participación y control, y debería tener la capacidad de adoptar recomendaciones directas en la Asamblea General de las Naciones Unidas; [...]».
Fragmento de la Resolución del PE para la reforma de la ONU

En 2006, la organización Ciudadanos por una Asamblea Popular de las Naciones Unidas hizo llegar una petición al por entonces secretario general de la ONU, Kofi Annan, para «convocar una Comisión de Alto Nivel para determinar los pasos requeridos para el establecimiento de una Asamblea Parlamentaria dentro de las Organización de las Naciones Unidas».
En abril de 2007, organizaciones no gubernamentales internacionales lanzaron la Campaña Internacional para el Establecimiento de la Asamblea Parlamentaria de las Naciones Unidas, el principal movimiento actual para el establecimiento de la APNU. Su secretaría está liderada por el Comité para unas Naciones Unidas Democráticas. Más de 150 grupos de la sociedad civil y más de 550 parlamentarios de todo el mundo toman parte en la Campaña. Desde noviembre de 2008, el llamamiento de la CEAPNU fue aprobado con alrededor de 2400 firmas de más de 120 países, entre ellos cientos de parlamentarios, líderes de la sociedad civil, líderes intelectuales e individuos distinguidos como el antiguo secretario general de la ONU, Boutros Boutros-Ghali, el presidente del Parlamento Panafricano, Gertrude Mongella, la ganadora de un Oscar Emma Thompson, el autor de ciencia ficción Sir Arthur C. Clarke y Edgar Mitchell, antiguo astronauta de la NASA y sexta persona en caminar sobre la Luna. El 25 de septiembre de 2007, la declaración hecha por el primer ministro de Portugal, José Sócrates, en nombre de la Unión Europea, en la LXII Sesión de la Asamblea General de las Naciones Unidas, en el Debate General, expresaba:

«Nos mantenemos entregados a la reforma de sus cuerpos principales [de la ONU] con vistas a mejorar la representatividad, transparencia y efectividad de la Organización».
José Sócrates

El 24 de octubre de 2007, el Parlamento Panafricano adoptó de manera unánime una resolución exigiendo el establecimiento de una Asamblea Parlamentaria en las Naciones Unidas, indicando que:

«En contraste con los cuerpos regionales internacionales como son la Unión Africana, la Unión Europea, el Consejo de Europa, o Mercosur, las Organización de las Naciones Unidas y sus organizaciones especializadas es una de los últimos foros institucionales en los que falta una Asamblea Parlamentaria integrada e institucionalizada».

Las conferencias de la CEAPNU para el Establecimiento de una Coalición Global por una Asamblea Parlamentaria de las Naciones Unidas están concebidas para tomar lugar en 2008.
Una de las organizaciones a favor de las Naciones Unidas más conocida e influyente es UNA-USA, Asociación de las Naciones Unidas de los Estados Unidos de América (en inglés, United Nations Association of the United States of America). Ésta se ha mantenido en diferentes posturas con respecto al tema. En 2003 su director ejecutivo de estudios políticos, Jeffrey Laurenti, escribió un artículo titulado An Idea Whose Time Has Not Come (en castellano, «Una idea cuyo tiempo no ha llegado») arguyendo en contra de la APNU que había aún importantes problemas sin resolver respecto a la exclusividad, autoridad y eficiencia de la Institución La posición de la Asociación de las Naciones Unidas pareció cambiar en noviembre de 2006, cuando en la trigésimo octava sesión plenaria de la Federación Mundial de Asociaciones de las Naciones Unidas se aprobó una resolución en la que se declaraba que ésta «apoya el establecimiento de la Asamblea Parlamentaria de las Naciones Unidas como una institución de carácter consultivo dentro del Sistema de las Naciones Unidas, como voz de los ciudadanos; pide a los gobiernos de los Estados miembros de las Naciones Unidas, a sus parlamentarios y a los representantes de la sociedad civil que juntos examinen los posibles pasos y opciones posibles para crear una Asamblea Parlamentaria de las Naciones Unidas».
| Institución                                  | Institución       | Año de constitución | Elección directa |
| Nombre                                       | Continente/Región | Año de constitución | Elección directa |
| Asamblea Parlamentaria del Consejo de Europa | Europa            | 1949                | N/A              |
| Parlamento Europeo                           | Europa            | 1952                | 1979             |
| Asamblea de la Unión Europea Occidental      | Europa            | 1955                | N/A              |
| Asamblea Parlamentaria de la OTAN            | Atlántico Norte   | 1955                | N/A              |
| Asamblea Parlamentaria de la OSCE            | Atlántico Norte   | 1992                | N/A              |
| Parlamento Panafricano                       | África            | 2004                | N/A              |
| Parlamento del Mercosur                      | Suramérica        | 2007                | 2014 (planeado)  |
|                                              |                   |                     |                  |

De acuerdo con Stefan Marschal, tras la Segunda Guerra Mundial, especialmente en las décadas de 1980 y 1990, se apreció un espectacular crecimiento en el número de asambleas parlamentarias, con más de 40 establecidas desde 1949. Alrededor del 42% de las asambleas parlamentarias del mundo están oficialmente afiliadas a una organización intergubernamental; el 32% están afiliadas aunque de manera no oficial; y el 26% no están afiliadas. La expansión de las asambleas parlamentarias estuvo impulsada por la aceptación del parlamentarismo como manera de legitimar las decisiones, las iniciativas de cooperación intergubernamental en las cuales se necesitaba el apoyo de un parlamento más fuerte, y la integración regional. De cualquier manera, muchas organizaciones mundiales, como las Naciones Unidas y la Organización Mundial del Comercio, aún no poseen una asamblea parlamentaria y «han sido duramente criticadas por lo que se cree que es un déficit institucional».

## Realización
Estas son varias de las vías propuestas para la creación de la Asamblea Parlamentaria de las Naciones Unidas:

### Artículo 109 de la Carta de las Naciones Unidas
Modificar la Carta de las Naciones Unidas mediante una Conferencia General que revise la Carta es una de las posibilidades más citadas. Esta opción es poco viable ya que requiere la ratificación de dos tercios de los miembros de las Naciones Unidas, incluyendo el voto positivo de los cinco miembros permanentes del Consejo de Seguridad de las Naciones Unidas. Se han producido únicamente cinco reformas de la Carta de las Naciones Unidas desde 1945, y ninguna de ellas ha tenido lugar a través de la vía propuesta por el artículo 109 de la Carta. Louis Sohn y Grenville Clark, en su libro World Peace Through World Law (en castellano, La Paz Mundial a través de la Ley Mundial), de 1958, proponían el establecimiento de una Asamblea Parlamentaria por esta vía.

### La APNU como cuerpo subsidiario de la Asamblea General de la ONU
Otra posibilidad sería establecer la Asamblea Parlamentaria como cuerpo subsidiario de la Asamblea General de la ONU. La Asamblea General de la ONU tiene autoridad para llevar a cabo esto según el artículo 22 de la Carta de las Naciones Unidas. Erskine Childers y Sir Brian Urquhart aprobaron este método en su libro de 1994, titulado Renewing the United Nations System (en castellano, Renovando el Sistema de las Naciones Unidas). El Comité para unas Naciones Unidas Democráticas también recomendó el establecimiento de la Asamblea Parlamentaria mediante la vía del Artículo 22 o mediante la transformación de la Unión Interparlamentaria en su informe, Developing International Democracy (en castellano, Desarrollando la Democracia Internacional) En 2006, el Consejo de Europa aprobó una resolución indicando que:

«Un paso decisivo de cara al desarrollo de una dimensión parlamentaria de la ONU podría ser el establecimiento de un Comité Parlamentario experimental con funciones consultativas para los Comités de la Asamblea General».
Consejo de Europa, Resolución 1476 de 2006

### Organización no gubernamental
Otra opción sería crear la APNU como una organización no gubernamental de legisladores elegidos mediante un proceso democrático. Esta opción tendría la ventaja de no requerir la cooperación, que en ocasiones podría ser dictatorial, de los gobiernos nacionales o de organizaciones mundiales parlamentarias con miembros dictatoriales, por lo que únicamente los legisladores democráticos, parlamentarios y países estarían representados. World Constitution and Parliament Association y otras organizaciones no gubernamentales han intentado establecer parlamentos factibles. Dieter Heinrich criticó este método considerando que:

«Si tuviera éxito a cualquier escala, desviaría recursos de los gobiernos influyentes sobre miles de temas específicos, en los cuáles los ciudadanos cuentan con participación, en la operación de una estructura institucional mundial, en la cual los grupos de ciudadanos están mal equipados para hacer [...] Y la legitimidad de la asamblea resultante siempre estaría en duda —¿a quién representaría en realidad?— y no tendría un valor real como nivel de despegue para un verdadero Parlamento mundial».
Dieter Heinrich, El Caso de una Asamblea Parlamentaria de las Naciones Unidas

### Tratado de Autonomía
La APNU podría crearse a través de un tratado de autonomía. Esta opción tendría la ventaja de que solo unos 20 o 30 países económica y geográficamente favorecidos podrían establecer la Asamblea, y ésta se podría ampliar con cada país que ratificara el tratado. Strauss indica que éste es el método por el cual más cuerpos internacionales, como la Organización Mundial de la Salud, la Organización Internacional del Trabajo, y la Corte Penal Internacional, fueron creados. Según parece, la mejor manera de comenzar el proceso sería celebrar una conferencia de plenipotenciarios para hacer un borrador del tratado; tras esto se iniciaría el proceso de ratificación.

### Transformación de la Unión Interparlamentaria
Sería posible usar o transformar la Unión Interparlamentaria, UIP, a la cual se le concedió el estatus de observadora en 2002. La Segunda Conferencia Mundial de Presidentes de Parlamentos de la Unión Interparlamentaria adoptó una resolución declarando:

«Daríamos encantados la bienvenida a más interacción y coordinación con las Naciones Unidas, y pediríamos a la organización mundial que recurriera más frecuentemente a los conocimientos técnicos y políticos que posee la UIP y sus miembros».

Muchos parlamentos nacionales no son actualmente miembros Unión Interparlamentaria. Además, es poco probable que la misma Unión Interparlamentaria apoyara semejante propuesta; en un artículo de 2005 el secretario general de la UIP, Anders B. Johnsson declaraba:

«No tiene mucho sentido práctico o político establecer una asamblea parlamentaria separada junto con la Asamblea General existente».
Anders B. Johnsson, Crónica de la ONU

En efecto, la Unión Interparlamentaria parece apoyar una reforma de sí misma en lugar del establecimiento de una APNU desvinculada de la UIP, declarando que «La Unión tiene la experiencia necesaria, y se debería evitar más burocracia».

## Poderes

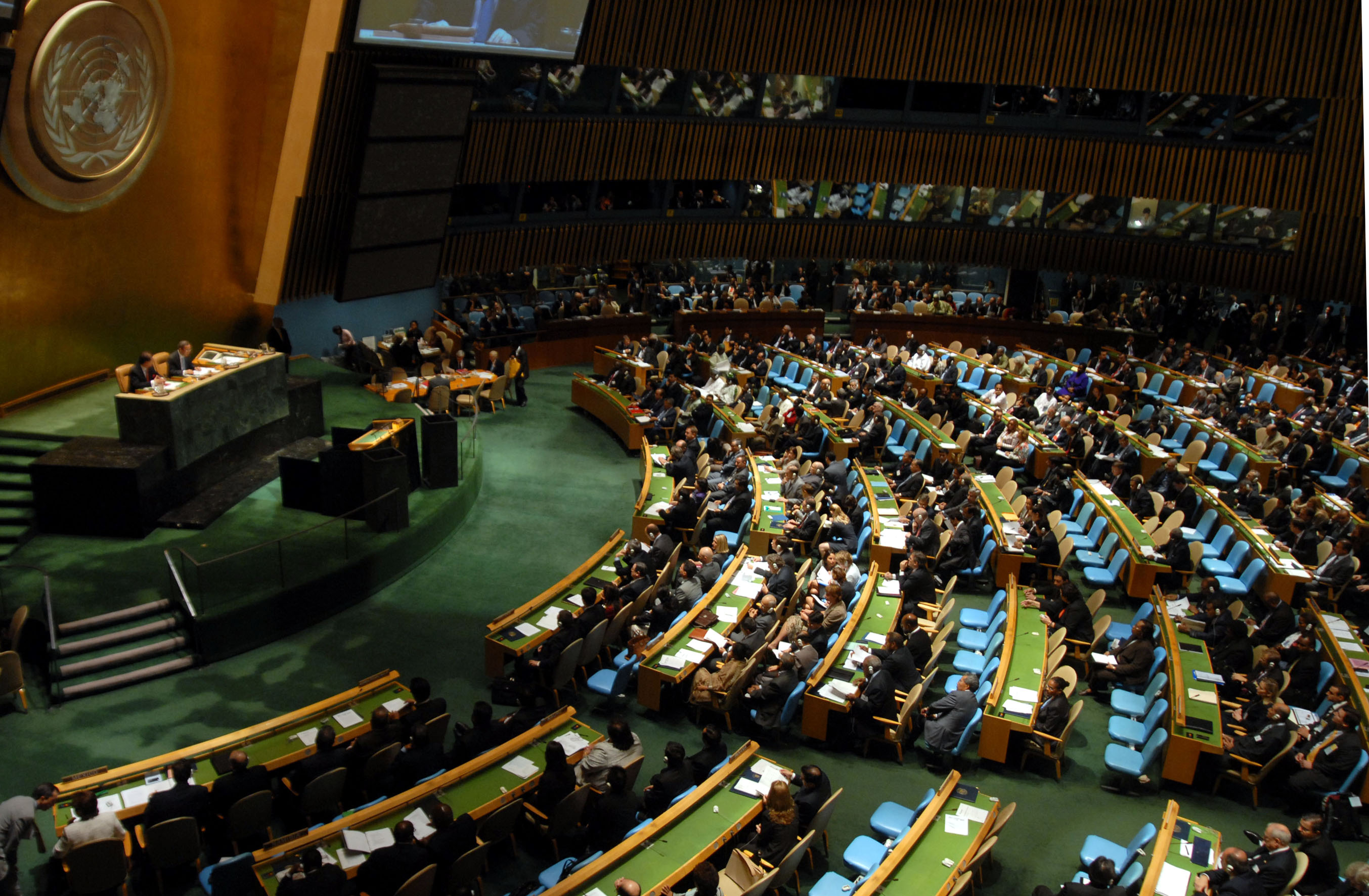
Siguiendo el ejemplo de muchos parlamentos nacionales, la Asamblea General de la ONU probablemente actuaría en principio como la cámara alta —no elegida— en un sistema bicameral.

La CEAPNU propone que la Asamblea Parlamentaria comience como una institución de carácter consultativo cuyos poderes serían aumentados conforme evolucionara a una asamblea elegida por sufragio universal directo: «Paso a paso, deberían serle cedidos derechos legítimos de información, participación y control con relación a la ONU y las organizaciones del Sistema de esta última». Un artículo en la Revista de Derecho y Política Asiático-Pacífica (en inglés, Asian-Pacific Law & Policy Journal), indica que entre los precedentes de esta idea se pueden incluir el Parlamento Británico, los antiguos Estados Generales de Francia, el Congreso de los Estados Unidos y el Parlamento Europeo, todos sistemas en los cuales, con el tiempo, el poder pasó a funcionarios directamente elegidos:

«En el pasado, jóvenes democracias han tenido siempre que comprometerse con las realidades del poder y evolucionar paso a paso, dentro de lo posible. Normalmente esto es logrado mediante una cámara adicional "no democrática" en la estructura parlamentaria. De esta manera, en Gran Bretaña, la necesidad del compromiso del "ciudadano común" con los poderes e intereses de la nobleza armada y de título dio lugar a un sistema bicameral en el que se incorporó, además de la Cámara de los Comunes, la Cámara de los Lores. Los Estados Generales de Francia incluyeron bloques de poder similares en forma de "Estados" o cámaras funcionales separadas, y el Senado de los Estados Unidos refleja el compromiso necesario de los intereses de los estados menos poblados no decididos a someterse a la "inundación democrática" de los estados más poblados».
Robert Sheppard, Hacia un Parlamento Mundial de las Naciones Unidas

Los Federalistas Mundiales suelen apuntar que una unión democrática de pueblos, en lugar de Gobiernos, es sugerida por las primeras líneas del Preámbulo de la Carta de las Naciones Unidas, en el que se lee: «Nosotros, los pueblos ...». Esta idea fue expresada por Theo van Boven, quien dijo:

«Unas Naciones Unidas más democráticas como las propuestas por la campaña para el Parlamento de la ONU fortalecerían la legitimidad del "Nosotros los pueblos de las Naciones Unidas..." en nombre de los cuales se proclamó la Carta de las Naciones Unidas».
Theo van Boven

De acuerdo con el Comité para una ONU Democrática, «El concepto de la APNU es el primer paso hacía un parlamento democrático mundial».
Los federalistas suelen ver una asamblea democrática con más poder como una manera de evitar la guerra dotando a todo el mundo de un medio pacífico para luchar por sus objetivos políticos. Norman Cousins, por ejemplo, dijo:

«Dentro de un par de años, deberemos cambiar la estructura básica de nuestra comunidad global hacía un nuevo sistema basado en una federación de las Naciones Unidas democráticas, en lugar del actual sistema anárquico basado en la guerra y el armamento más destructivo jamás visto».
Norman Cousins, Las Naciones Unidas, soberanía nacional y el futuro del planeta

Pero hay cierto desacuerdo con la idea de un parlamento global con poderes. Una encuesta de 2007 de la BBC realizada a aproximadamente 12.000 individuos preguntaba, «¿Cómo de dispuesto estaría a apoyar un Parlamento Mundial en el que los votos estén basados en el tamaño de la población, y el cual tendría legítimamente autoridad para tomar medidas políticas vinculantes?» Entre los encuestados, el 19'1% respondió que estaría muy poco dispuesto, considerando que era una mala idea; el 14'9% respondió que se encontraría poco dispuesto, pero que podría funcionar; el 23'1% dijo que estaba algo dispuesto, pero con reservas; y el 14'4% respondió que se encontraba muy dispuesto, considerando que era muy buena idea:
| ¿Cómo de dispuesto estaría a apoyar un Parlamento Mundial en el que los votos estén basados en el tamaño de la población, y el cual tendría legítimamente autoridad para tomar medidas políticas vinculantes? |            |
| --- | ---------- |
| Respuesta | Porcentaje |
| Muy poco dispuesta - Es una mala idea | 19'1%      |
| Poco dispuesta - Pero podría funcionar | 14'9%      |
| Algo dispuesto - Con reservas | 23'1%      |
| Muy dispuesto - Es muy buena idea | 14'4%      |
| Total | 71'5%      |
| Fuente: Encuesta de la BBC |            |

La encuesta fue llevada a cabo país por país, y los Estados Unidos y Australia fueron los que mostraron mayor oposición. La APNU se debe enfrentar a los desafíos potenciales que representan organizaciones políticas como el Partido de la Constitución de los EE. UU. y políticos como el candidato a la Presidencia de los EE. UU. de 2008, Ron Paul, quienes están a favor del fin de las Naciones Unidas y otras organizaciones multilaterales, en general debido a problemas de soberanía. Connie Fogal, líder del Partido de Acción Canadiense, también se opone a la APNU, alegando que:

«Es muy revelador ver al Nuevo Partido Democrático y al Partido Verde de Canadá como partes de y promocionando esto [...] Además, la Asamblea Europea ha probado ser un mecanismo de decisiones burocráticas aprobadas sin más. Esto no es democracia».
Connie Fogal, Exchange

A esto hay que sumar un artículo de la revista Civicus, que advierte:

«Con una inesperada reacción violenta contra la sociedad civil en perspectiva —a pesar de los esfuerzos del presidente de la Asamblea General de la ONU, Jan Eliasson, para invertir la tendencia—, la participación ciudadana en las Naciones Unidas está disminuyendo rápidamente. Lo mejor sería asumir que los Estados Miembros en general no están en este momento por la labor de considerar una Asamblea Parlamentaria».
Vicente García-Delgado, Civicus

Herbert W. Briggs apunta que mientras una Asamblea Parlamentaria en la ONU podría establecerse como institución subsidiaria de la Asamblea General sin tener que realizar cambios en el Derecho Internacional, el cederle poder legislativo real requeriría reformar la Carta de las Naciones Unidas o adoptar un nuevo tratado. La Asamblea General de las Naciones Unidas tiene poderes para admitir, suspender y expulsar a los miembros de la misma, aprobar los presupuestos y elegir miembros para otros organismos de las Naciones Unidas, aunque estos poderes son en gran parte de naturaleza consultiva, tal y como viene reflejado en el Capítulo IV de la Carta de las Naciones Unidas. Entre estos poderes están el poder de «discutir», «hacer recomendaciones», «considerar y recibir informes», «llamar la atención sobre situaciones al Consejo de Seguridad», «promover estudios», etc., así como «establecer tantos órganos subsidiarios como considere necesarios para el desempeño de sus funciones». La Carta no considera la posibilidad de permitir a la Asamblea General delegar cualquier poder que no posee realmente. Y mientras el artículo 25 declara que «Los Miembros de las Naciones Unidas acuerdan aceptar y acatar las decisiones del Consejo de Seguridad», no existe obligación alguna de cumplir las recomendaciones de la Asamblea General. Por otro lado, el punto a) del apartado primero del Artículo 13 de la Carta encarga a la Asamblea General «promover el desarrollo progresivo del Derecho Internacional y su codificación».
De acuerdo con Oscar Schachter, debemos cuestionarnos si el modelo tradicional del Derecho Internacional en el que los tratados se ratifican Estado por Estado es adecuado hoy en día:

«El proceso tradicional basado en el "caso por caso" del derecho consuetudinario no puede adecuarse a las necesidades que se derivan de los numerosos problemas creados por el desarrollo tecnológico, demográfico y del impacto medioambiental, el cambio de las actitudes con respecto a la justicia social o los muchos requerimientos del comercio internacional. Mientras que se puede hacer frente a todos estos problemas mediante tratados multilaterales, los procesos de los tratados son normalmente complicados y lentos, mientras que las resoluciones de la ONU pueden ser efectivos de manera inmediata».
Oscar Schachter, El Orden Legal de la ONU: Una Perspectiva

El Tratado sobre el Derecho del Mar es un ejemplo de un acuerdo que ha tardado décadas en ser aprobado por los EE. UU. (aunque el Instituto Cato vio esta tardanza como algo positivo). George Monbiot opina que:

«La ausencia de una legislatura internacional socava la autoridad de una judicatura internacional -como la propuesta corte penal internacional-. Los jueces que presiden los Tribunales Internacionales para Crímenes de Guerra de La Haya y de Arusha han sido forzados, en efecto, a diseñar el Derecho Internacional sobre la marcha».
George Monbiot, New Internationalist

Las propuestas para dotar de poder legislativo a la Asamblea General de la ONU –incluyendo la idea de la tríada obligatoria que haría obligatorias las resoluciones de la Asamblea si éstas fueran aprobadas por los países miembros mediante una supermayoría de los Estados, población y producción económica mundiales– han hecho pocos progresos. De acuerdo con Heinrich, una vez que la Asamblea Parlamentaria de las Naciones Unidas fuese establecida, sería más fácil reunir apoyos para darle poder. Los propios miembros de la Asamblea podrían potenciar el desarrollo de la misma mediante intentos de reformar la Carta de las Naciones Unidas, de manera que la Asamblea tuviera el papel de «órgano principal», junto con la Asamblea General. Con su experiencia política, su acceso a los más altos niveles de sus Gobiernos nacionales y su credibilidad ante la población y medios de comunicación mundiales, los diputados de la Asamblea Parlamentaria de las Naciones Unidas deberían llegar a convertirse en una fuerza política y persistente que organizaría la transformación final de la Asamblea.

## Legitimidad y responsabilidad
Uno de los principales propósitos de la creación de la APNU es dotar a las Naciones Unidas de responsabilidad y legitimidad. El Sistema de las Naciones Unidas gastó más de 1,8 miles de millones de dólares de dinero público en 2005 y sus propios auditores señalaron que hacía falta un control interno adecuado para evitar el gasto, el fraude y la mala administración. Considerando vistas, distribuyendo informes y aprobando resoluciones, la APNU podría ejercer la omisión sobre otros cuerpos de las Naciones Unidas. En publicaciones de prensa de septiembre de 2007, el parlamentario Graham Watson expresó su esperanza de que:

«En una era en la que el mandato de las Naciones Unidas ha crecido exponencialmente la Asamblea Parlamentaria actuaría un organismo de control de sus actividades, supervisando sus principales líneas en la toma de decisiones, su responsabilidad y su transparencia».
Graham Watson

Ken Livingstone, antiguo alcalde de Londres, opinó que unas Naciones Unidas más democráticas como las concebidas por esta campaña fortalecerían la legitimidad y responsabilidad de la ONU.
Una resolución del Parlamento Panafricano reflejó este sentimiento:

«Si la democratización es un medio para legitimar y mejorar los gobiernos nacionales, es también el método más seguro para legitimar y mejorar la organización internacional, haciéndola más abierta y sensible mediante el incremento de la participación».

El senador de Canadá Douglas Roche dice en The Case for a United Nations Parliamentary Assembly (en castellano, El Caso de una Asamblea Parlamentaria de las Naciones Unidas) que incluso una Asamblea Parlamentaria elegida indirectamente, que consistiera en delegados designados por los parlamentos nacionales, podría crear una separación de poderes adicional dotando al sistema de un cuerpo parlamentario que sería independiente de los poderes ejecutivos de las distintas naciones miembros. Abriría el proceso político global a un mayor grupo de políticos elegidos traspasando algunos poderes de los relativamente pequeños ejecutivos de los países al gran poder legislativo. De acuerdo con el senador Roche, la globalización ha tendido a incrementar el poder ejecutivo y a coartar el poder legislativo; por ejemplo, los Presidentes de los Estados Unidos desde George H. W. Bush han sido dotados de más autoridad para negociar acuerdos comerciales, sometiendo a votación en el Congreso de los Estados Unidos el acuerdo negociado. Un informe del Centro de Investigación de Bienes y Medio Ambiente indica que los cambios en la Organización para la Cooperación y el Desarrollo Económicos son otro ejemplo de cómo la regulación internacional puede eliminar la separación de poderes:

«La Organización para la Cooperación y el Desarrollo Económico fue creada por el tratado de 1961, ratificado por el Senado de los Estados Unidos para ayudar a alcanzar el crecimiento económico. En abril de 1998, una sesión ministerial reinterpretó el tratado, añadiendo consideraciones sociales y medioambientales además de las económicas ya existentes. El ejecutivo de los Estados Unidos aprobó los cambios, pero el Senado no tuvo siquiera oportunidad de debatir el nuevo tratado, incluso a pesar de que fuera considerablemente diferente de aquel de 1961. Se puede decir que el Gobierno negoció un nuevo tratado sin la aprobación del Senado».
Terry L. Anderson y J. Bishop Grewell, Estudio Político No. 20.

Información de los Federalistas Mundiales de Canadá sugiere que las propuestas de la APNU podrían provocar oposición de parte del poder ejecutivo, que tendría la posibilidad de perder poder:

«La experiencia ha mostrado que los funcionarios y diplomáticos que trabajan en los Ministerios de Asuntos Internos no parecen estar dispuesto a apoyar o ver la necesidad de la APNU. Ven las Naciones Unidas como un foro de discusión entre Estados soberanos; cualquiera que sea la acción que tome la ONU, es resultado de negociaciones y compromisos entre sus Estados miembros».
Federalistas Mundiales de Canadá, hoja informativa No. 30

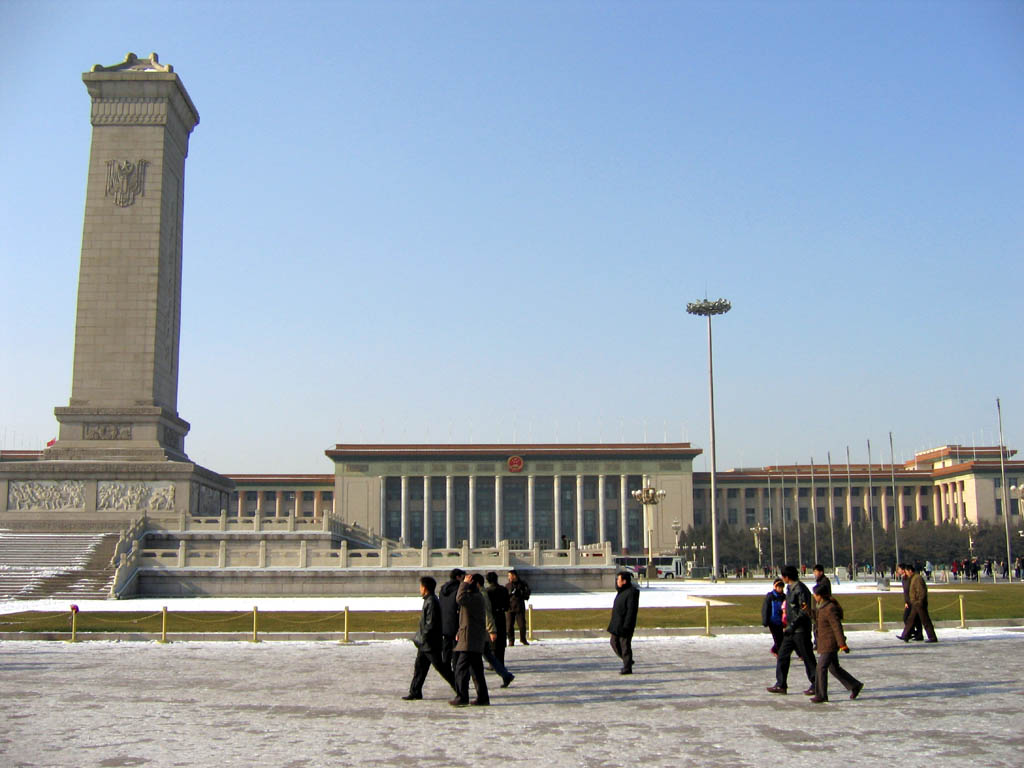
Gran Salón del Pueblo. La composición de la Asamblea Popular Nacional de la República Popular China está regida por el Partido Comunista de China.

Un considerable obstáculo práctico para una APNU representativa elegida de manera democrática es que, en contraste con la situación en la que el Parlamento Europeo ejerce su función, un gran número de miembros de las Naciones Unidas incluyen países superpoblados sin democracias electorales como es el caso de China. En el pasado, organismos como la Comisión de Derechos Humanos de las Naciones Unidas fueron criticados por estar dominados por regímenes abusivos. Si los diputados de la APNU fueran elegidos a partir de los distintos parlamentos nacionales se podrían crear problemas de legitimidad, ya que algunas asambleas legislativas son consideradas irresponsables, en tanto que aprueban sin más cualquier decreto del gobernante. Algunos defensores de la idea de un parlamento global, como el profesor Lucio Levi, proponen comenzar una federación limitada a democracias:

«Aunque la transición democrática de todos los Estados del mundo no ha sido completada, esto no impide comenzar la transición de la Organización de las Naciones Unidas. Seis países del oeste de Europa fundaron la Comunidad Europea, comenzando a democratizarla sin esperar a la democratización de las instituciones de todos los Estados europeos».
Lucio Levi, Globalización, Democracia Internacional y un Parlamento Mundial

El director ejecutivo de estudios políticos en la Asociación de Naciones Unidas de los Estados Unidos, Jeffrey Laurenti, indica los problemas asociados a excluir a los países no democráticos de la unión:

«Una cosa es denegar la membresía a un par de pequeñas dictaduras "solitarias". Otra cosa bastante distinta es excluir a China, la gran mayoría de países árabes y a dos tercios de África, e imaginar que el organismo resultante pueda tener un papel consultivo de cara a las agencias de las Naciones Unidas, ser parte de negociaciones propuestas por la ONU o convenciones multilaterales —la verdadera labor de la legislación internacional— o aprobar las resoluciones de los cuerpos políticos de la ONU».
Jeffrey Laurenti,  La Reforma de la ONU: ¿Necesitamos una Asamblea Parlamentaria Mundial? Una idea cuyo tiempo no ha llegado

Los defensores de la APNU frecuentemente rebaten este argumento indicando que la mayoría de los países del mundo son democráticos. Dieter Heinrich, presidente de los Federalistas Mundiales de Canadá, arguye que la mayoría democrática podría incluso usar la APNU para influenciar en Estados menos democráticos:

«Aunque la presencia de demasiados pseudo-diputados pondría en peligro la legitimidad y autoridad moral de la APNU, este inconveniente podría ser compensado con ventajas en otros ámbitos. Dando la bienvenida a pseudo-diputados, la Asamblea podría convertirse en una influencia democratizadora sobre éstos, y de esta manera se transformaría en una fuerza para el avance de la democracia en regímenes no democráticos. Estos pseudo-diputados, llegados de países no democráticos, no podrían fingir que son simplemente diplomáticos haciendo su trabajo. Vendrían clamando ser vistos como verdaderos parlamentarios quienes libremente creen lo que dicen. Como tales, serían sujetos, como en cualquier parlamento, de intentos muy directos de persuasión por parte de sus iguales, de maneras que un diplomático nunca sufriría al unirse a coaliciones y modificar su posición. Algunos de estos parlamentarios, venidos como portavoces obedientes de sus respectivos gobiernos, bien podrían volver a éstos últimos como abogados defendiendo las posiciones tomadas por la Asamblea Parlamentaria de las Naciones Unidas -la Asamblea incluso podría necesitar poner protección a dichos diputados, en el caso de que se éstos se sintieran en peligro por la acción de sus respectivos gobiernos-. Anticipándose a esto, algunos Estados con parlamentos no democráticos renunciarían directamente a permitir a sus parlamentarios tomar parte en lo más mínimo, por miedo a que pudieran ser "contagiados" por la democracia. Esto también ayudaría en el avance de la causa de la democracia, socavando la legitimidad de esos gobiernos incluso más aún que la comunidad mundial, y a los ojos de sus propios ciudadanos, aumentando las presiones para el cambio en dichos Estados».
Dieter Heinrich, El Caso de una Asamblea Parlamentaria de las Naciones Unidas

## Financiación
Heinrich opina que es esencial que el salario y gastos de viajes de los parlamentarios de las Naciones Unidas sean pagados por la institución de la Asamblea Parlamentaria de las Naciones Unidas de su propio presupuesto, el cual sería parte del presupuesto general de la ONU, en lugar de ser pagados individualmente por cada gobierno nacional. Esto serviría tanto como para asegurar la independencia de los políticos de la APNU en su respectivo servicio a la ONU como para asegurar la igualdad de participación. El Artículo 17 de la Carta de la ONU estipula: «Los miembros sufragarán los gastos de la Organización en la proporción que determine la Asamblea General». Así, con excepciones de financiación por parte de donantes privados (como el terreno cedido para la sede de la ONU fue en 1946), según parece la APNU sería financiada de la misma manera que el resto del Sistema de las Naciones Unidas, con las mayores economías como EE. UU. pagando mayores cantidades de la contribución. Esta disparidad podría compensada valorando los votos de los miembros según su producto nacional bruto o sus contribuciones al Sistema de la ONU. Un artículo del periódico Vancouver Sun dice:

«La idea de añadir burocracia y complejidad a la ONU supondría otra cuestión para la oposición. El coste estimado de la nueva institución va de los 140 a los 280 millones de dólares al año».
Barbara Yaffe

Una encuesta de 1993 realizado por la organización Parlamentarios para la Acción Global mostró que una gran mayoría de los diputados encuestados pensaban que el público apoyaría la idea de una Asamblea Parlamentaria en las Naciones Unidas, pero no estaban tan seguros sobre si el público estaría preparado y dispuesto a financiarla. El análisis señaló:

«La posibilidad de una mayor carga financiera para conseguir una ONU más amplia no parece evocar apoyos a menos que se pueda demostrar que es posible recuperar la inversión considerablemente. Es sabido que los ciudadanos tienden a expresar nobles sentimientos sobre cooperación global cuando se les pregunta por los principios generales de ésta, pero tienden a echarse atrás a la hora de hacer frente a los problemas de costes y equilibrio financiero».
Radio Radicale, Una Asamblea Parlamentaria de las Naciones Unidas: Análisis y Opinión Parlamentaria

Un informe de 1995 realizado por la Universidad de las Naciones Unidas declara que es difícil averiguar cómo sería capaz la Asamblea Parlamentaria de pagar los salarios y gastos de viaje de lo que podría ser un conjunto de más de 1000 diputados; esta propuesta podría incrementar la duplicación y gastos existentes dentro de los cuerpos multilaterales».
Una respuesta de la CEAPNU a esta objeción es que

«Es cierto que una Asamblea Parlamentaria en las Naciones Unidas sería otro papel en la escena diplomática, el cual los gobiernos y sus ejecutivos en organizaciones internacionales tendrían que tener en cuenta en cierto grado. Por otra parte, al estar compuesto por diputados electos, la asamblea sería más cercana a los ciudadanos y de esta manera estaría dotada de más credibilidad y legitimidad en decisiones internacionales en las cuales estuvieran envueltos. De esta manera, la asamblea parlamentaria contribuiría realmente a incrementar la eficiencia de la acción internacional».

## Sistema electoral

### Elección directa o indirecta
Respecto a la elección de los diputados que conforman la asamblea parlamentaria surge una cuestión, si estos serían elegidos por sufrago directo universal o, por el contrario, serían designados por los respectivos parlamentos nacionales.
La APNU podría comenzar a modo de institución interparlamentaria –una asamblea de parlamentarios de sus respectivos parlamentos nacionales- y más tarde pasar a ser un cuerpo elegido directamente. Esta evolución sería similar a la del Parlamento Europeo. Comenzando con la Comunidad Europea del Carbón y del Acero fundada en 1952, se creó un parlamento consultivo compuesto por 78 diputados designados por sus respectivos parlamentos nacionales. En 1979 se realizaron las primeras elecciones directas, que dieron un mayor peso simbólico, aunque fue el Acta Única Europea de 1986 significó la primera ampliación real de competencias para el Parlamento. El senador Douglas Roche, en el libro The Case for a United Nations Parliamentary Assembly (en castellano, El Caso de una Asamblea Parlamentaria de las Naciones Unidas), analiza el equilibrio entre ambas posibilidades. Una APNU basada en diputados ya existentes podría ser más fácil de establecer, en tanto que evita varios obstáculos como decisiones en ciclos electorales, un cuerpo electoral universalmente aceptable, legitimidad de las elecciones, y así sucesivamente:

«Una Asamblea Parlamentaria que conste de diputados nacionales tiene el "sello de aprobado" de antemano. Los diputados nacionales penden exigir legitimidad electoral por derecho propio. De entrada, la credibilidad del derecho a voto doméstico puede ser puesta en duda, pero la tendencia a la democracia ha sido muy rápida».
Douglas Roche, El Caso de una Asamblea Parlamentaria de las Naciones Unidas

Los diputados nacionales también poseen generalmente personal y capital, los cuales podrían hacer más fácil consolidar la creación de una nueva asamblea parlamentaria. Los delegados de una APNU elegida directamente, por otro lado, tendrían más tiempo para dedicarse a la asamblea global, en tanto que sus miembros no estarían ocupados con deberes propios de su membresía a sus respectivos parlamentos nacionales. Heinrich indica ventajas estratégicas de una APNU elegida indirectamente:

«Otra ventaja de basar la representación de la Asamblea Parlamentaria de la ONU en los respectivos parlamentos nacionales es que podría dar lugar a una alianza entre los parlamentarios con vistas a establecer la asamblea, y, más tarde, ayudaría a construir la voluntad política para su evolución. La experiencia de pertenecer al Parlamento de la ONU provocaría que muchos de estos políticos regresaran a casa como abogados de la ONU, por no decir de la necesidad de fortalecer y democratizar la misma Asamblea Parlamentaria de las Naciones Unidas».

Heinrich también recuerda la posibilidad de que los parlamentos nacionales podrían escoger representantes de la ciudadanía para la APNU, del mismo modo que el Colegio Electoral de los EE. UU. escoge oficialmente al Presidente. Sería una solución provisional hasta que la elección directa fuera posible. Además aseguraría que los ciudadanos están eligiendo a ciudadanos para la APNU, aunque indirectamente, en lugar de que los gobiernos estuvieran escogiendo funcionarios para la Asamblea.

### Reparto de votos
Una asamblea parlamentaria mundial podría ser estructurada de manera que los Estados con mayor población tuvieran mayor influencia. La regla de un Estado, un voto presente en la Asamblea General de la ONU da a los Estados pequeños una influencia desproporcionada sobre la Organización. En el libro Entitlement quotients as a vehicle for United Nations reform (en castellano, Cocientes de derecho como vehículo para la reforma de las Naciones Unidas), del profesor emérito Joseph E. Schwartzberg de la Universidad de Minnesota, señala:

«¡Los 64 países miembros con menos población -suficientes para bloquear una mayoría de dos tercios- son poseedores de menos del 1% de la población mundial! Y, en teoría, los 127 países miembros con menos población, que apenas forman el 8% de la población mundial, son suficientes para conseguir la mayoría de dos tercios necesaria para aprobar una resolución fundamental».
Joseph E. Schwartzberg, Cocientes de derecho como vehículo para la reforma de las Naciones Unidas

Continúa con este tema en su ensayo, Overcoming Practical Difficulties in Creating a World Parliamentary Assembly (en castellano, Superando las Dificultades Prácticas de Crear una Asamblea Parlamentaria Mundial):

«Las disparidades en la población entre los miembros de la ONU son mucho mayores que aquellas de las unidades representadas en cualquier parlamento nacional, como ejemplo el caso análogo del Senado de los EE. UU.. Para entender esto, hay que fijarse en que California, el estado más poblado de los Estados Unidos, tiene 69 veces la población de Wyoming, el menos poblado, mientras que la República Popular China, el miembro más poblado de la ONU, tiene más de 100.000 veces la población de Nauru o Tuvalu, los dos miembros menos poblados, cada uno con apenas más de 10.0000 habitantes. Mientras que California posee 52 escaños en la Cámara de Representantes, comparando con los que posee Wyoming, ambos tienen 2 escaños en el Senado. Pero, ¿quién discutiría que Nauru debería tener tanto poder ... como China?»
Joseph E. Schwartzberg, Superando las Dificultades Prácticas de Crear una Asamblea Parlamentaria Mundial

Hay distintas propuestas para repartir los votos entre los Estados miembros. El método de Schwartzberg tiene en cuenta la población (el principio democrático/demográfico), la contribución a la financiación de la ONU (el principio económico), y partes en las que se divide la membresía total. La idea de valorar los votos de los países de acuerdo con su contribución económica a la organización tiene precedentes, como es el caso del Banco Mundial, el Fondo Monetario Internacional y otras instituciones provenientes de los acuerdos de Bretton Woods que usan dicho método. La metodología de la Asamblea Popular Provisional da a cada nación «escaños de población», basándose en un cálculo que combina el método de Penrose, los «escaños económicos» son iguales a su porción del producto interior bruto mundial total, y clasificaciones como Libre, Parcialmente Libre o No Libre, propias del Freedom House.
| Proporción del voto total asignado bajo los diferentes sistemas electorales |        |           |         |        |         |
| Sistema                                                                     | Brasil | Indonesia | EE. UU. | India  | China   |
| Método de Schwartzberg                                                      | 1,91%  | 1,38%     | 9,07%   | 5,96%  | 7,67%   |
| Método de la Asamblea Popular Provisional                                   | 2,22%  | 1,71%*    | 6,15%   | 5,64%  | 3,25%** |
| Una persona, un voto                                                        | 2,81%  | 3,47%     | 4,55%   | 17,52% | 19,82%  |
| Método de Penrose                                                           | 1,84%  | 2,05%     | 2,34%   | 4,60%  | 4,89%   |
| Un Estado, un voto                                                          | 0,52%  | 0,52%     | 0,52%   | 0,52%  | 0,52%   |
| *Debido al estatus "Parcialmente libre". **Debido al estatus "No libre".    |        |           |         |        |         |

Según la regla de un voto por persona, el número de votos de cada país es directamente proporcional a su población. Ocurre de manera similar a cómo los estados de los Estados Unidos de América son representados en la Cámara de Representantes. En The Future of Sovereignty - Rethinking a Key Concept of International Relations (en castellano, La Futura Soberanía - Reconsiderando el Concepto Clave de las Relaciones Internacionales), Hasenclever y otros suman las ventajas y desventajas de este sistema:

«En una democracia estricta basada en los individuos como sujetos, el voto de cada persona tendría exactamente el mismo valor. Ninguna de las propuestas conocidas, de cualquier manera, apoya semejante interpretación, porque la desigualdad entre el poder de voto de los Estados sería extrema con únicamente cuatro países  - China, India, Estados Unidos y la antigua URSS - que dispondrían de mayoría absoluta».
Fragmento de La Futura Soberanía - Reconsiderando el Concepto Clave de las Relaciones Internacionales

El método de Penrose toma la raíz cuadrada de los millones de habitantes de cada país. El Bundesrat o Consejo Federal Alemán refleja una asignación similar a la que sería conseguida con el método de Penrose.

### Criterios de elección
Una APNU directamente elegida podría tener criterios de elección comunes si siguiera el ejemplo del Parlamento Europeo. El Parlamento Europeo ha adoptado ciertos requisitos mínimos, como la representación proporcional, que cada país miembro debe cubrir para ser representado. Schwartzberg propone una comisión electoral profesional «para asegurar que las elecciones a la asamblea sean llevadas a cabo, en su mayor parte, en un campo de juego ecuánime». Según la propuesta de Schwartzberg, la comisión tendría varios poderes, incluyendo la autoridad para establecer reglas de justicia, determinar de antemano si el criterio de justicia se acordaría, y ejecutar votaciones en el caso de que no sucediese esto último. Schwartzberg propone el criterio por el cual una elección debe ser considerada válida bajo unos mínimos de participación que inicialmente se podrían situar hasta en un 20%, y que serían gradualmente incrementados.

#### En inglés
Libros
- Preston Baratta, Joseph (2004). La Política de la Federación Mundial. Preager. ISBN 0-275-98068-5.

- S. Nye, Joseph; Kurt Biedenkopf, Motoo Shiina (1991). «Global Cooperation after the Cold War: A Reassessment of Trilateralism». The Trilateral Commission. ISBN 0-930503-67-8. Archivado desde el original el 18 de octubre de 2007. Consultado el 29 de diciembre de 2008.

- K. Emmerson, Donald (29 de enero de 2003). Global Spread of Democracy Poses New Challenge for the US.

- Marschall, Stefan (2007). Los Parlamento Europeos en las Organizaciones Transnacionales: La Cooperación Parlamentaria en la Unión Europea.

- Pat Orvis (2004). «United Nations Reform and Article 109». Foreign Policy Association. Archivado desde el original el 9 de junio de 2007.

- Grenville, Clark; Louis B. Sohn (1958). World Peace Through World Law. Cambridge: Harvard University Press.

- Heinrich, Dieter (1992). The Case for a United Nations Parliamentary Assembly. World Federalist Movement.

- E. Álvarez, José. The New Treaty Makers. Facultad de Derecho de la Universidad de Boston.

- Schachter, Oscar. El Orden Legal de la ONU: Una Perspectiva.

- C. Joyner, Christopher. Las Naciones Unidas y el Derecho Internacional.

- Douglas Roche, Roche. The Case for a United Nations Parliamentary Assembly.

- Terry, L. Anderson; J. Bishop Grewell. The Greening of Foreign Policy, Estudio Político No. 20. Property and Environment Research Center.

- Levi, Lucio (septiembre). Globalization, International Democracy and a World Parliament. Archivado desde el original el 16 de agosto de 2007. Consultado el 3 de enero de 2009.

- W. Knight, Andy (septiembre). Envisioning the United Nations in the Twenty-first Century. Universidad de las Naciones Unidas. Archivado desde el original el 25 de diciembre de 2010. Consultado el 4 de enero de 2009.

- E. Schwartzberg, Joseph; Saul H. Mendlovitz, y Barbara Walker. Overcoming Practical Difficulties in Creating a World Parliamentary Assembly. Center for UN Reform Education.

- Hasenclever, Andreas; Peter Mayer, Volker Rittberger, Frank Schimmelfennig, y Christina Schrade. «The Future of Sovereignty - Rethinking a Key Concept of International Relations». Sovereignty, International Democracy, and the United Nations. Universidad de Tubinga.

- Darlington, Roger. Una Breve Guía Sobre el Sistema Político Alemán.

Artículos
- Peter Grier (2007). «Global spread of democracy stalled». The Christian Science Monitor.

- Jeffrey Laurenti (2003). UN Reform: Is a World Parliamentary Assembly needed? An Idea Whose Time Has Not Come. Archivado desde el original el 27 de septiembre de 2007.

- Stanley K. Bigman (1950). «El "Nuevo Internacionalismo" bajo ataque». La Opinión Pública Trimestral 14 (2).

- Joseph E. Schwartzberg (2003). «Entitlement quotients as a vehicle for United Nations reform». Global Governance.

- Barbara Yaffe (2007). «Sharing UN power with the people is a timely idea, but won't happen easily». Vancouver Sun. Archivado desde el original el 10 de noviembre de 2012.

- Jean-Claude Buhrer (2003). «UN Commission on Human rights looses all credibility: Wheeling and dealing, incompetence and "non-action". Reporters Without Borders calls for drastic overhaul of how the commission work». Reporters Without Borders. Archivado desde el original el 5 de diciembre de 2003.

- Doug Bandow (2004). «Sink the Law of the Sea Treaty». Cato Institute Weekly Standard. Archivado desde el original el 15 de enero de 2009. Consultado el 2 de enero de 2009.

- George Monbiot (2002). «A parliament for the planet». New Internationalist. Archivado desde el original el 30 de septiembre de 2007.

- Associated Press (2007). «North Korea's Rubber-Stamp Legislature Replaces Prime Minister». Fox News.

- Robert Sheppard (2000). «Towards a U.N. World Parliemente: U.N. Reform for the Progressive Evolution of an Elective and Accountable Democratic Parliamentary Process in U.N. Governance in the New Millennium». Revista de Derecho y Política Asiático-Pacífica.

- Vicente García-Delgado (2006). «Charting New Ways of Participation:Is it Time for a Parliamentary Assembly at the UN?». Civicus.

- Herbert W. Briggs (1947). «Las Naciones Unidas y la Legislación Internacional». Revista Americana de Derecho Internacional 41 (2). pág. de 433 a 435.